# Духово
Духово (пол. Duchowo) — село в Польщі, у гміні Мілич Мілицького повіту Нижньосілезького воєводства.
Населення — 201 особа (2011).
У 1975-1998 роках село належало до Вроцлавського воєводства.

## Демографія
Демографічна структура станом на 31 березня 2011 року:
|          | Загалом | Допрацездатний вік | Працездатний вік | Постпрацездатний вік |
| -------- | ------- | ------------------ | ---------------- | -------------------- |
| Чоловіки | 102     | 19                 | 77               | 6                    |
| Жінки    | 99      | 22                 | 55               | 22                   |
| Разом    | 201     | 41                 | 132              | 28                   |